# Bo Erias
Baltico S. Erias, detto Bo (Queens, 30 luglio 1932 – Niagara Falls, 25 gennaio 2007), è stato un cestista statunitense, professionista nella NBA.

## Carriera
Venne selezionato dai Rochester Royals al quinto giro del Draft NBA 1954 (43ª scelta assoluta).